# 新・電子立国
『新・電子立国』（しんでんしりっこく）は、1995年10月から1996年6月にかけてNHKスペシャル枠で放送されたドキュメンタリー番組。全9回。

## 概要
1980年代までの日米半導体史を描いた「電子立国日本の自叙伝」の事実上の続編として企画され、前作が主にハードウェアの発達・開発を描いたのに対し、本作ではソフトウェアを主眼に置き、マイクロソフトの設立からMS-DOSの開発に至るまでの流れや、アタリ・任天堂・セガらによる家庭用ゲーム機を巡る市場での争い、一太郎・Lotus 1-2-3などのビジネスソフトの開発秘話などが描かれた。
また時代の流れを反映して、第1回では封切直後の映画『アポロ13』の映像を製作した米デジタル・ドメイン社に取材してSFX処理の様子を紹介し、第2回では組み込みコンピュータの開発、第3回ではパチンコとコンピュータの関わりを取り上げ、そして、最終回では、当時一般に普及し始めたばかりのインターネットやWorld Wide Web、PGPなどを紹介するなど、幅広い視点からコンピュータ・ソフトウェアやコンピュータ応用技術を捉えて紹介している。
また、やや特異と思える内容も含まれ、視聴者の興味を引く構成を採っている。
インタビューにはビル・ゲイツ、ポール・アレン、アラン・ケイ、スティーブ・ウォズニアック、ティム・パターソン、ジム・クラーク、ゲイリー・キルドールなど、ソフトウエア史を語る上で重要な人物が数多く登場している。中でもゲイリー・キルドールへのインタビューはキルドールが急死する2日前に撮られたという非常に貴重なものとなっている。一方でマーク・アンドリーセンへのインタビューのチャンスがありながらそれを逃したことや、スティーブ・ジョブズへのインタビューを申し入れたが断られたため過去の映像を使わざるを得なかったことなど、前作に劣らずインタビューには困難が多かったことを、ディレクターの相田洋が後に著書で明らかにしている。

## 番組構成
| 放送回 | 放送内容 |
| ------ | --- |
| 第1回  | 驚異の画像～ハリウッドのデジタル技術～(1995年10月29日) 直近に公開された映画『アポロ13』の製作過程を取り上げ、コンピュータで精密な画像を作る様子、特殊撮影技術をコンピュータで処理する様子を紹介する。また米国のゲームメーカー・アクレイムのスタジオにおけるモーションキャプチャ技術を取り上げ、ディレクターの相田自らが実演したラジオ体操第1のモーションをキャプチャしてエイリアンでその動きを再現する模様も紹介する。 |
| 第2回  | マイコン・マシーン～ソフトウェアが機械を支配する～(1995年11月26日) 松下電器産業（後のパナソニック）における炊飯器用ソフトウェアの開発や、日産自動車・東芝らによる自動車用エンジンの電子制御システム（いわゆるエンジンコントロールユニット）の開発など、日頃使っている機器の中に組み込まれているソフトウェアの開発現場を紹介する。 |
| 第3回  | パチンコ～17兆円産業のシステム～(1995年12月24日) パチンコの歴史を正村ゲージの時代から説き起こし、電子制御で動く現代のパチンコ機種の仕組みを説明すると共に、パチンコホールの建設から開店（タイホウバレファイブ（現タイホウグループ）TAIHO井ヶ谷店）を詳細に見ることでパチンコ・ホールの運営もコンピュータ・ソフトウェアに多くを依拠する様（いわゆるホールコンピュータなど）を紹介する。 |
| 第4回  | ビデオゲーム～巨富の攻防～(1996年1月21日) ノーラン・ブッシュネルによるアタリの創業に始まり、Atari 2600の登場といわゆるアタリショックによる市場崩壊を紹介する。一方でドンキーコングによる任天堂の米国進出を経て、アタリショックの轍を踏まぬよう徹底したゲームソフトの品質管理と製品管理を行い、ゲーム用途に徹底的に特化したファミリーコンピュータの成功に至る流れを紹介する。またハドソンの創業に関わるエピソードや『スーパーボンバーマン3』の開発過程などを紹介する。 |
| 第5回  | ソフトウェア帝国の誕生～天才たちの光と影～(1996年2月25日) ビル・ゲイツとポール・アレンによるAltair 8800用BASICの開発とマイクロソフトの創業から、IBM PCの誕生とそれに伴うMS-DOSの開発に至るまでの一連の流れを紹介する。また、アラン・ケイを中心にパロアルト研究所でAltoがつくられたが、ゼロックス経営陣がそれを製品化しようとせず、Appleのスティーブ・ジョブズらがアラン・ケイらを引き抜いて、LisaやMacintoshを開発、さらにマイクロソフトも同様にWindowsを開発していくGUIの流れを紹介する。 |
| 第6回  | 時代を変えたパソコンソフト～表計算とワープロの開発物語～(1996年3月31日) ダン・ブリックリンらがハーバード・ビジネス・スクールの授業中に「電子式表計算」の着想を得てApple II用に開発したVisiCalcを嚆矢として表計算ソフトが広まっていく様と、その中で最初の開発者が訴訟に巻き込まれて消耗する様も紹介する。一方で、浮川和宣らが率いるジャストシステムが一太郎を開発する経緯を辿ってワープロソフトや日本語変換機能の開発と普及の様子を紹介する。 |
| 第7回  | 産業マシーン～コンピューター時代の世界商品～ (1996年4月28日) 刺繍用に使われる全自動ミシンをモチーフに、産業用ロボット等に組み込まれるソフトウェアの世界を紹介する。 |
| 第8回  | コンピュータ製鉄～驚異の巨大システム～(1996年5月26日) 新日本製鐵君津製鐵所を舞台に、広大な敷地に点在する事務所を気送管で結び伝票を交換する従来の事務システムを完全にコンピュータ通信に置き換えると共に製品の製造・管理をコンピュータ化するプロジェクトの進行を追い、鉄鉱石が最終製品である厚板・薄板等の形で出荷されるまでの間に関わる様々なコンピュータシステムがどの様に開発されたかを紹介する。直ちにプログラミングにかかるのではなく、対象となる業務を開発者全員で理解することが大事と紹介されている。                                                                                       |
| 第9回  | コンピュータ地球網～インターネット時代の情報革命～(1996年6月30日) 当時一般に普及し始めたばかりのインターネット、特にティム・バーナーズ＝リーが異なるコンピュータ上で共通に使える文書交換システムとして考案したWorld Wide Webの誕生からNCSA Mosaicの開発、さらにその主要メンバーがスピンアウトしてネットスケープコミュニケーションズを創業し成功を収めるまでの流れを紹介する。一方で、当初は秘密を考慮していなかったインターネットを実用に供するうえで業務上・個人の秘密を守る為の暗号ソフトとしてPGPが開発された経緯や、個人が秘密を持つことを快く思わない国家権力との対立の背景なども紹介する。 |

## スタッフ
- 語り：三宅民夫
- 声の出演：青二プロ
- 企画・編集：相田洋
- 撮影：玉造仁一、三宅貴
- 音声：影山進乙
- 映像技術：阿久津裕、久保木啓介
- 海外リサーチ：野口修司
- 美術：田中伸和、藤田惣一郎
- コーディネーター：番地章（1.9回）
- 取材・構成：大墻敦、荒井岳夫、矢吹寿秀
- 制作統括：山本修平

## エンディングテーマ
- Simple Gifts
  - 作曲 Dan Siegel
  - 演奏 Network Music Ensemble
  - アルバム "Corporate Motivation" (CD NM100,1991収録)

## 関連資料
NHK出版より単行本（全6巻+別巻1巻、ISBN 4140802715 など）が発売されている。
- 相田洋、大墻敦『ソフトウェア帝国の誕生』 1巻、日本放送出版協会〈NHKスペシャル 新・電子立国〉、1996年。ISBN 4140802715。OCLC 676256103。
- 相田洋、荒井岳夫『マイコン・マシーンの時代』 2巻、日本放送出版協会〈NHKスペシャル 新・電子立国〉、1997年。ISBN 4140802723。OCLC 4140802731。
- 相田洋、大墻敦『世界を変えた実用ソフト』 3巻、日本放送出版協会〈NHKスペシャル 新・電子立国〉、1996年。ISBN 4140802731。OCLC 676269298。
- 相田洋、大墻敦『ビデオゲーム・巨富の攻防』 4巻、日本放送出版協会〈NHKスペシャル 新・電子立国〉、1997年。ISBN 414080274X。OCLC 676260672。
- 相田洋、大墻敦『驚異の巨大システム』 5巻、日本放送出版協会〈NHKスペシャル 新・電子立国〉、1997年。ISBN 4140802758。OCLC 674539975。
- 相田洋、矢吹寿秀『コンピュータ地球網』 6巻、日本放送出版協会〈NHKスペシャル 新・電子立国〉、1997年。ISBN 4140802960。OCLC 675076623。
- 相田洋、赤木昭夫『ソフトウェア・ビジネス』 別巻、日本放送出版協会〈NHKスペシャル 新・電子立国〉、1997年。ISBN 4140803339。OCLC 676395038。

なお、映像ソフトは発売されておらず、NHKアーカイブスにおいては第3回と第8回のみ視聴できる。